# Liste der Kulturdenkmäler in Dreis
In der Liste der Kulturdenkmäler in Dreis sind alle Kulturdenkmäler der rheinland-pfälzischen Ortsgemeinde Dreis aufgeführt. Grundlage ist die Denkmalliste des Landes Rheinland-Pfalz (Stand: 10. August 2023).

## Denkmalzonen
| Bezeichnung                    | Lage                                        | Baujahr         | Beschreibung | Bild |
| ------------------------------ | ------------------------------------------- | --------------- | --- | ---- |
| Denkmalzone Freie Reichsstraße | Freie Reichsstraße 50–58, Bergstraße 1 Lage | 19. Jahrhundert | gut erhaltene, massive Wohnhäuser und Wirtschaftsgebäude, im Erscheinungsbild des 19. Jahrhunderts, zumindest einige im Kern wohl älter | BW   |

## Einzeldenkmäler
| Bezeichnung                        | Lage                                                               | Baujahr         | Beschreibung | Bild                                    |
| ---------------------------------- | ------------------------------------------------------------------ | --------------- | --- | --------------------------------------- |
| Wegekreuz                          | Bergstraße, Ecke Freie Reichsstraße Lage                           | 1683            | Schaftkreuz, bezeichnet 1683                                                                                               | Fotos hochladen                         |
| Wohnhaus                           | Freie Reichsstraße 20 Lage                                         | 1749            | Wohnhaus, bezeichnet 1749                                                                                                  | BW                                      |
| Quereinhaus                        | Freie Reichsstraße 22 Lage                                         | 1840            | Quereinhaus, bezeichnet 1840                                                                                               | BW                                      |
| Wohnhaus                           | Freie Reichsstraße 52 Lage                                         | 1835            | Wohnhaus, bezeichnet 1835, im Kern sicher älter                                                                            | BW                                      |
| Hofanlage                          | Freie Reichsstraße 54 Lage                                         | 1827            | Hofanlage; Putzbau, bezeichnet 1827; Gesamtanlage mit Nebengebäude und Scheune                                             | BW                                      |
| Wohnhaus                           | Freie Reichsstraße 82 Lage                                         |                 | Fachwerkhaus, teilweise massiv                                                                                             | BW                                      |
| Prangerkreuz                       | Kirchstraße, bei Nr. 1 Lage                                        |                 | barockes Nischenkreuz, bezeichnet 1910 (erneuert)                                                                          | Fotos hochladen                         |
| Türeinfassung                      | Kirchstraße, an Nr. 10 Lage                                        | 1619            | Türeinfassung, Rotsandstein, bezeichnet 1619                                                                               | BW                                      |
| Katholische Pfarrkirche St. Martin | Kirchstraße 20 Lage                                                | 1755/56         | dreiachsiger Saalbau, 1755/56                                                                                              | Fotos hochladen                         |
| Kriegerdenkmal                     | Kirchstraße, bei Nr. 20 Lage                                       | 20. Jahrhundert | Kriegerdenkmal 1914/18 | BW                                      |
| Friedhofskreuz und Grabmal         | Kirchstraße, bei Nr. 20 auf dem Friedhof Lage                      | 19. Jahrhundert | neugotisches Friedhofskreuz, bezeichnet 1859; Pfarrergrabmal, 19. Jahrhundert (angeblich von 1833)                         | BW                                      |
| Bildstock                          | Mühlenstraße, bei Nr. 25 Lage                                      | 1708            | Kreuzigungsbildstock, bezeichnet 1708                                                                                      | BW                                      |
| Bildstock                          | Salmstraße, bei Nr. 18 Lage                                        | 1723            | Bildstock, bezeichnet 1723                                                                                                 | BW                                      |
| Schloss Dreis                      | Schloßstraße 13 Lage                                               | 1774            | zweieinhalbgeschossige mehrflügelige Anlage, 1774, Architekt Paul Mungenast (?)                                            | weitere Bilder Fotos hochladen          |
| Wegekreuz                          | Talstraße, Ecke Unterm Burgberg Lage                               | 1665            | Schaftkreuz, Rotsandstein, bezeichnet 1665                                                                                 | BW                                      |
| Schorbachkapelle                   | nordöstlich des Ortes am Schorbach in der Nähe des Lindenhofs Lage | 18. Jahrhundert | Wegekapelle; Putzbau, 18. Jahrhundert; innen Kapitell und Kruzifix eines ehemaligen Kreuzigungsbildstocks, bezeichnet 1650 | BW                                      |
| Wegekreuz                          | nordöstlich des Ortes an der L 43 Lage                             | 1748            | Schaftkreuz, Rotsandstein, bezeichnet 1748 und 1888                                                                        | BW                                      |
| Bildstock                          | südlich des Ortes an der L 43                                      | 19. Jahrhundert | Bildstock, Rokokoform, Rotsandstein, wohl aus dem 19. Jahrhundert                                                          | Direkt Bild zu diesem Denkmal hochladen |
| Wegekreuz                          | südlich des Ortes im Wald Lage                                     | 1746            | Schaftkreuz, bezeichnet 1746                                                                                               | BW                                      |
| Bildstock                          | südöstlich des Ortes an der L 50 Lage                              | 1887            | Bildstock; Rotsandstein, bezeichnet 1887                                                                                   | BW                                      |

## Ehemalige Kulturdenkmäler
| Bezeichnung | Lage                 | Baujahr                    | Beschreibung                                                                             | Bild |
| ----------- | -------------------- | -------------------------- | ---------------------------------------------------------------------------------------- | ---- |
| Wohnhaus    | Mühlenstraße 22 Lage | Mitte des 18. Jahrhunderts | barocker Walmdachbau, wohl aus der Mitte des 18. Jahrhunderts; aus Denkmalliste gelöscht | BW   |